# باول لاكومب
باول لاكومب (بالفرنسية: Paul Lacombe)‏ هو ملحن وعازف بيانو فرنسي، ولد في 11 يوليو 1837 في قرقشونة في فرنسا، وتوفي بنفس المكان في 4 يونيو 1927.

## وصلات خارجية
- باول لاكومب على موقع ميوزك برينز (الإنجليزية)